# Seychellenparkiet
De Seychellenparkiet (Psittacula wardi) is een uitgestorven vogel uit de familie Psittaculidae (papegaaien van de Oude Wereld).

## Verspreiding en leefgebied
De soort was endemisch op de Seychellen, een land en archipel in Afrika ten noorden van Madagaskar in de Indische Oceaan.